# Silvère Hanssens
Silvère Hanssens (Gullegem, 31 december 1908 - Kortrijk, 16 juni 2010) was een rooms-katholiek priester en professor aan de Katholieke Universiteit Leuven. Hij was de zoon van de vlasbewerker Jules Raymond Hanssens (1868-1955) en Marie van Tieghem. Hij werd priester gewijd in 1932, na zijn studies aan het Grootseminarie van Brugge. Hij was toen een van de 28 priesters die te Brugge afstudeerden.

## Hoogleraar
Hanssens promoveerde in 1932 tot licentiaat in de geschiedenis. Hij werd onmiddellijk na zijn priesterwijding benoemd tot econoom van het Heilige Geestcollege in Leuven. In 1945 werd hij archivaris van de Leuvense universiteit.
In 1962 werd hij benoemd tot geassocieerd docent kerkgeschiedenis aan de bijzondere faculteit kerkelijk recht van de KU Leuven. In 1968 volgde zijn promotie tot geassocieerd hoogleraar. Op 1 januari 1979 ging hij met emeritaat.
In 1952 werd hij benoemd tot ere-kanunnik van het Sint-Salvatorskapittel te Brugge. Bij zijn overlijden was hij de oudste priester in West-Vlaanderen. Hij vierde in 2007 zijn 75-jarige priesterjubileum.